# Primetime-Emmy-Verleihung 2002
Die Verleihung der Emmy Awards 2002 fand am 22. September 2002 im Shrine Auditorium in Los Angeles statt. Dies war die 54. Verleihung des Preises in der Sparte Primetime.

## Programme

### Dramaserie
(Outstanding Drama Series)
- The West Wing – Im Zentrum der Macht
  - 24
  - CSI: Den Tätern auf der Spur
  - Law & Order
  - Six Feet Under – Gestorben wird immer

### Comedyserie
(Outstanding Comedy Series)
- Friends
  - Lass es, Larry!
  - Alle lieben Raymond
  - Sex and the City
  - Will & Grace

### Miniserie
(Outstanding Mini-Series)
- Band of Brothers – Wir waren wie Brüder
  - Dinotopia
  - Die Nebel von Avalon
  - Ernest Shackleton

### Fernsehfilm
(Outstanding Made for Television Movie)
- Churchill – The Gathering Storm
  - Abendessen mit Freunden
  - James Dean
  - The Laramie Project
  - Path to War

### Varieté-, Musik- oder Comedyspecial
(Outstanding Variety, Music or Comedy Special)
- America: A Tribute to Heroes
  - Oscarverleihung 2002
  - Cirque du Soleils Alegría
  - Concert for New York City
  - The Carol Burnett Show "Show Stoppers"

### Varieté-, Musik- oder Comedysendung
(Outstanding Variety, Music or Comedy Series)
- Late Show with David Letterman
  - The Daily Show with Jon Stewart
  - Politically Incorrect
  - Saturday Night Live
  - The Tonight Show with Jay Leno

### Zeichentrickfolge unter einer Stunde
(Outstanding Animated Program (for Programming Less Than One Hour))
- Futurama (Amazonen machen Snu Snu)
  - Gingers Welt (Der Sinnlos-See)
  - King of the Hill (Bobby Goes Nuts)
  - South Park (Osama hat nix in der Hose)
  - Die Simpsons (Allein ihr fehlt der Glaube)

## Hauptdarsteller

### Hauptdarsteller in einer Dramaserie
(Outstanding Lead Actor in a Drama Series)
- Michael Chiklis als Vic Mackey in The Shield – Gesetz der Gewalt
  - Michael C. Hall als David Fisher in Six Feet Under – Gestorben wird immer
  - Peter Krause als Nate Fisher in Six Feet Under – Gestorben wird immer
  - Martin Sheen als President Josiah Bartlet in The West Wing
  - Kiefer Sutherland als Jack Bauer in 24

### Hauptdarsteller in einer Comedyserie
(Outstanding Lead Actor in a Comedy Series)
- Ray Romano als Ray Barone in Alle lieben Raymond
  - Kelsey Grammer als Frasier Cane in Frasier
  - Matt LeBlanc als Joey Tribbiani in Friends
  - Bernie Mac als Bernie McCullough in The Bernie Mac Show
  - Matthew Perry als Chandler Bing in Friends

### Hauptdarsteller in einer Miniserie oder Fernsehfilm
(Outstanding Lead Actor in a Miniseries or Movie)
- Albert Finney als Winston Churchill in Churchill – The Gathering Storm
  - James Franco als James Dean in James Dean
  - Michael Gambon als Lyndon B. Johnson in Path to War
  - Kenneth Branagh als Ernest Shackleton in Ernest Shackleton
  - Beau Bridges als Michael Mulvaney in We Were the Mulvaneys

### Hauptdarstellerin in einer Dramaserie
(Outstanding Lead Actress in a Drama Series)
- Allison Janney als C.J. Gregg in The West Wing – Im Zentrum der Macht
  - Amy Brenneman als Amy Gray in Für alle Fälle Amy
  - Jennifer Garner als Sydney Bristow in Alias – Die Agentin
  - Rachel Griffiths als Brenda Chenowith in Six Feet Under – Gestorben wird immer
  - Frances Conroy als Ruth Fisher in Six Feet Under – Gestorben wird immer

### Hauptdarstellerin in einer Comedyserie
(Outstanding Lead Actress in a Comedy Series)
- Jennifer Aniston als Rachel Green in Friends
  - Patricia Heaton als Debra Barone in Alle lieben Raymond
  - Jane Kaczmarek als Lois Wilkerson in Malcolm mittendrin
  - Sarah Jessica Parker als Carrie Bradshaw in Sex and the City
  - Debra Messing als Grace Adler in Will & Grace

### Hauptdarstellerin in einer Miniserie oder Fernsehfilm
(Outstanding Lead Actress in a Miniseries or a Movie)
- Laura Linney als Iris Bravard in Wild Iris – Der Traum vom Leben
  - Vanessa Redgrave als Clementine Churchill in Churchill – The Gathering Storm
  - Blythe Danner als Corinne Mulvaney in We Were the Mulvaneys
  - Angela Bassett als Rosa Parks in The Rosa Parks Story
  - Gena Rowlands als Minnie Brinn in Wild Iris – Der Traum vom Leben

## Nebendarsteller

### Nebendarsteller in einer Dramaserie
(Outstanding Supporting Actor in a Drama Series)
- John Spencer als Leo McGarry in The West Wing – Im Zentrum der Macht
  - Victor Garber als Jack Bristow in Alias – Die Agentin
  - Freddy Rodríguez als Frederico Diaz in Six Feet Under – Gestorben wird immer
  - Dulé Hill als Charlie Young in The West Wing – Im Zentrum der Macht
  - Bradley Whitford als Josh Lyman in The West Wing – Im Zentrum der Macht
  - Richard Schiff als Toby Ziegler in The West Wing – Im Zentrum der Macht

### Nebendarsteller in einer Comedyserie
(Outstanding Supporting Actor in a Comedy Series)
- Brad Garrett als Robert Barone in Alle lieben Raymond
  - Peter Boyle als Frank Barone in Alle lieben Raymond
  - David Hyde Pierce als Niles Crane in Frasier
  - Bryan Cranston als Hal in Malcolm mittendrin
  - Sean Hayes als Jack McFarland in Will & Grace

### Nebendarsteller in einer Miniserie oder Fernsehfilm
(Outstanding Supporting Actor in a Miniseries or Movie)
- Michael Moriarty als Winton Dean in James Dean
  - Alec Baldwin als Robert McNamara in Path to War
  - Jim Broadbent als Desmond Morton in Churchill – The Gathering Storm
  - Don Cheadle als Chuck in Things Behind the Sun
  - John Voigt als Jürgen Stroop in Uprising – Der Aufstand

### Nebendarstellerin in einer Dramaserie
(Outstanding Supporting Actress in a Drama Series)
- Stockard Channing als Abbey Bartlet in The West Wing – Im Zentrum der Macht
  - Tyne Daly als Maxine Gray in Für alle Fälle Amy
  - Lauren Ambrose als Claire Fisher in Six Feet Under – Gestorben wird immer
  - Janel Moloney als Donna Moss in The West Wing – Im Zentrum der Macht
  - Mary-Louise Parker als Amy Gardner in The West Wing – Im Zentrum der Macht

### Nebendarstellerin in einer Comedyserie
(Outstanding Supporting Actress in a Comedy Series)
- Doris Roberts als Marie Barone in Alle lieben Raymond
  - Wendie Malick als Nina Van Horn in Just Shoot Me – Redaktion durchgeknipst
  - Cynthia Nixon als Miranda Hobbes in Sex and the City
  - Kim Cattrall als Samantha Jones in Sex and the City
  - Megan Mullally als Karen Walker in Will & Grace

### Nebendarstellerin in einer Miniserie oder Fernsehfilm
(Outstanding Supporting Actress in a Miniseries or Movie)
- Stockard Channing als Judy Shepard in Die Matthew Shepard Story
  - Sissy Spacek als Zelda Fitzgerald in Last Call
  - Joan Allen als Morgause in Die Nebel von Avalon
  - Anjelica Huston als Nimue in Die Nebel von Avalon
  - Diana Rigg als Lezhen in Victoria & Albert

### Einzelleistung in einem Varieté-, Musik- oder Comedyspecial
(Outstanding Individual Performance in a Variety or Music Program)
- Sting bei A&E in Concert: Sting in Tuscany...All This Time
  - Billy Joel bei Billy Joel: In His Own Words
  - Jon Stewart in The Daily Show
  - Wayne Brady in Whose Line Is It Anyway?
  - Ryan Stiles in Whose Line Is It Anyway?

## Gastdarsteller

### Gastdarsteller in einer Dramaserie
(Outstanding Guest Actor in a Drama Series)
- Charles S. Dutton als Leonard Marshall in Practice – Die Anwälte
  - John Larroquette als Joey Heric in Practice – Die Anwälte
  - Ron Silver als Bruno Gianelli in The West Wing – Im Zentrum der Macht
  - Tim Matheson als Vizepräsident John Hoynes in The West Wing – Im Zentrum der Macht
  - Mark Harmon als Simon Donovan in The West Wing – Im Zentrum der Macht

### Gastdarsteller in einer Comedyserie
(Outstanding Guest Actor in a Comedy Series)
- Anthony LaPaglia als Simon Moon in Frasier
  - Adam Arkin als Tom in Frasier
  - Brian Cox als Harry Moon in Frasier
  - Brad Pitt als Will Colbert in Friends
  - Michael Douglas als Detective Gavin Hatch in Will & Grace

### Gastdarstellerin in einer Dramaserie
(Outstanding Guest Actress in a Drama Series)
- Patricia Clarkson als Sarah O' Connor in Six Feet Under – Gestorben wird immer
  - Mary McDonnell als Eleanor Carter in Emergency Room – Die Notaufnahme
  - Martha Plimpton als Claire Rinato in Law & Order: Special Victims Unit
  - Lili Taylor als Lisa in Six Feet Under – Gestorben wird immer
  - Illeana Douglas als Angela in Six Feet Under – Gestorben wird immer

### Gastdarstellerin in einer Comedyserie
(Outstanding Guest Actress in a Comedy Series)
- Cloris Leachman als Ida in Malcolm mittendrin
  - Katherine Helmond als Lois in Alle lieben Raymond
  - Susan Sarandon als Meg in Malcolm mittendrin
  - Frances Sternhagen als Bunny McDougal in Sex and the City
  - Glenn Close als Sanny in Will & Grace

## Regie

### Regie für eine Dramaserie
(Outstanding Directing for a Drama Series)
- Alan Ball für Six Feet Under – Gestorben wird immer (Pilotfilm) 
  - Stephen Hopkins für 24 (Tag 1: 00:00 - 01:00 Uhr)
  - Clark Johnson für The Shield – Gesetz der Gewalt (Pilotfilm)
  - Paris Barclay für The West Wing – Im Zentrum der Macht (The Indians in the Lobby)
  - Alex Graves für  The West Wing – Im Zentrum der Macht (Posse Comitatus)

### Regie für eine Comedyserie
(Outstanding Directing for a Comedy Series)
- Michael Patrick King für Sex and the City (Das wahre Ich)
  - Robert B. Weide für Lass es, Larry! (The Doll)
  - Jeff Melman für Malcolm mittendrin (Das Weihnachts-Dilemma)
  - Marc Buckland für Scrubs – Die Anfänger (Meine Lieblingspatientin)
  - James Burrows für Will & Grace (Der Chorknabe vom falschen Ufer)

## Drehbuch

### Drehbuch für eine Dramaserie
(Outstanding Writing for a Drama Series)
- Robert Cochran und Joel Surnow für 24 (Tag 1: 00:00 - 01:00 Uhr)
  - J. J. Abrams für Alias – Die Agentin (Pilotepisode)
  - John Wells für Emergency Room – Die Notaufnahme (Am Strand)
  - Shawn Ryan für The Shield – Gesetz der Gewalt (Pilot)
  - Aaron Sorkin für The West Wing – Im Zentrum der Macht (Posse Comitatus)

### Drehbuch für eine Comedyserie
(Outstanding Writing for a Comedy Series)
- Larry Wilmore für The Bernie Mac Show (Pilot)
  - Victor Fresco für  Die Welt und Andy Richter (Mobbing war sein Hobby)
  - Jennifer Crittenden für Alle lieben Raymond (Ray’s Journal)
  - Philip Rosenthal  für Alle lieben Raymond (The Angry Family)
  - Julie Rottenberg und Wlisa Zuritsky für Sex and the City (Der große Absturz)

### Drehbuch für eine Miniserie, Fernsehfilm oder ein Special
(Outstanding Writing for a Miniseries, Movie or Dramatic Special)
- Churchill – The Gathering Storm
  - Band of Brothers – Wir waren wie Brüder
  - The Laramie Project
  - Path to War
  - Ernest Shackleton

### Drehbuch für eine Varieté-, Musik- oder Comedysendung
(Outstanding Writing for a Variety, Music or Comedy Program)
- Saturday Night Live
  - America: A Tribute to Heroes
  - The Daily Show
  - Late Night with Conan O’Brien
  - The Late Show with David Letterman